# Karl Müller (pittore)
Karl Müller (anche Carl Müller; Darmstadt, 29 ottobre 1818 – Bad Neuenahr-Ahrweiler, 15 agosto 1893) è stato un pittore tedesco del tardo periodo Nazareno della scuola di Düsseldorf.

## Biografia
Müller era il figlio del pittore di corte Franz Hubert Müller (1784-1835). Come i suoi fratelli maggiori Andreas e Constantin, dopo essersi esercitato con suo padre, si iscrisse all'accademia d'arte a Düsseldorf nel 1835. Dopo le prime lezioni con Karl Ferdinand Sohn, divenne allievo di Wilhelm Schadow. Nel 1839 lui e Franz Ittenbach fecero un viaggio in Italia accompagnati da Schadow per studiare gli affreschi del Quattrocento . Dal 1840 al 1842 visse a Roma, dove conobbe Peter von Cornelius e Friedrich Overbeck, tra gli altri.  Durante a sua paermanenza nel nostro paese intraprese viaggi di studio in Toscana e Umbria.   
Dal 1844 al 1850 lavorò con Ernst Deger, Franz Ittenbach e suo fratello Andreas alla pittura dell'Apollinariskirche di Remagen, un'importante opera di pittura del tardo Nazareno della scuola di Düsseldorf. 
Nel 1857 Müller divenne professore di pittura di storia all'Accademia di Düsseldorf e membro del consiglio di sorveglianza del Kunstverein per la Renania e la Vestfalia .  Insieme a Karl Woermann, Müller rappresentò l'Accademia di Düsseldorf nel 1877, quando fu inaugurato il nuovo edificio dell'Accademia d'arte di Vienna . Dal 1883 al 1893 Müller ha assunto la direzione dell'Accademia d'arte di Düsseldorf. 

## Opere (selezione)

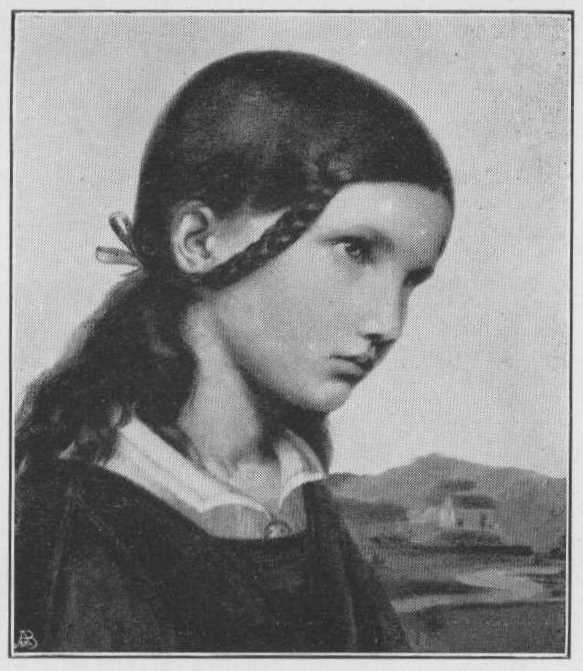
Testa di ragazza, 1835 (foto in bianco e nero, 1906)

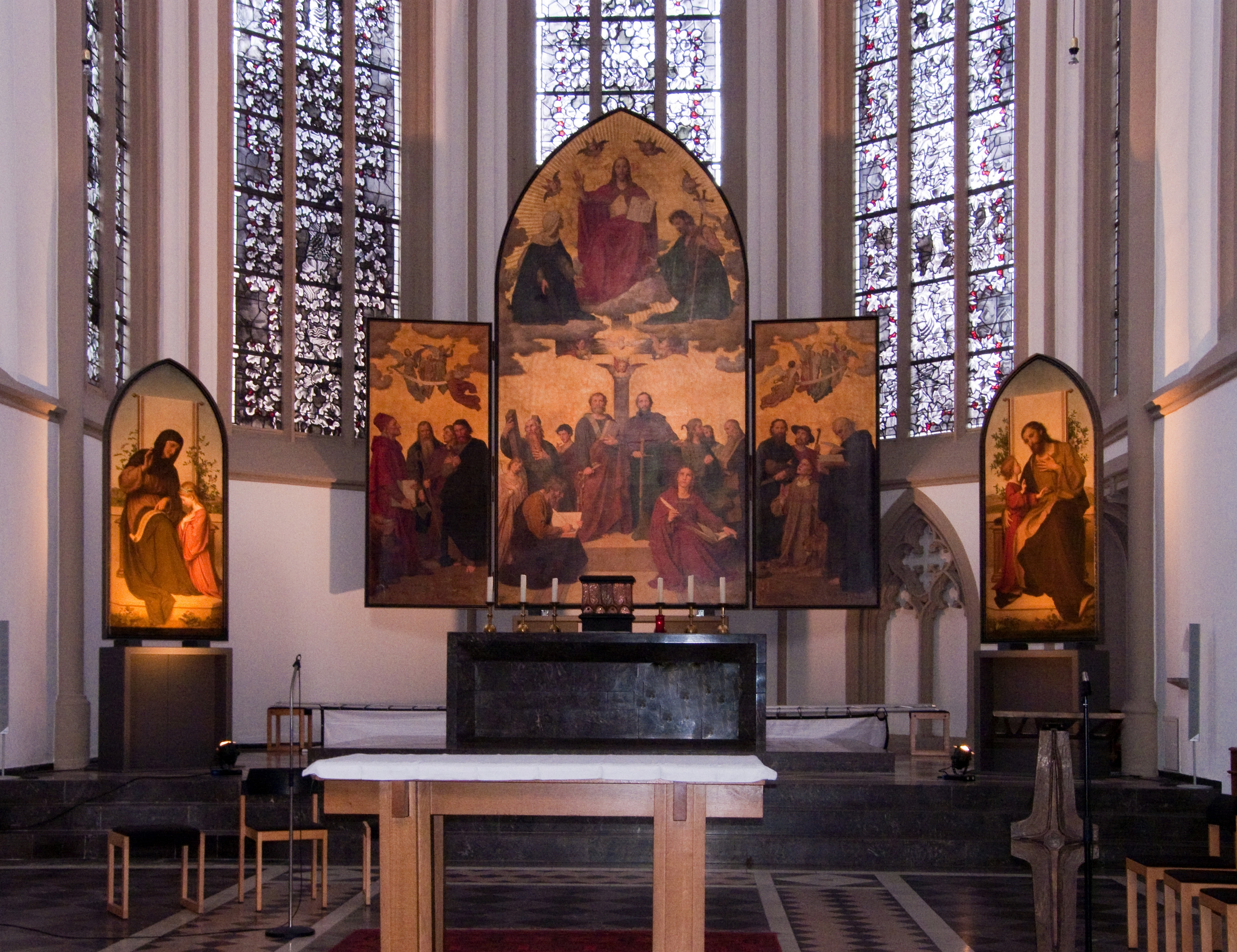
Pala d'altare a San Remigius (Bonn) - a sinistra: SantAnna con Maria, 1882 - a destra: San Giuseppe con Gesù fanciullo, 1882

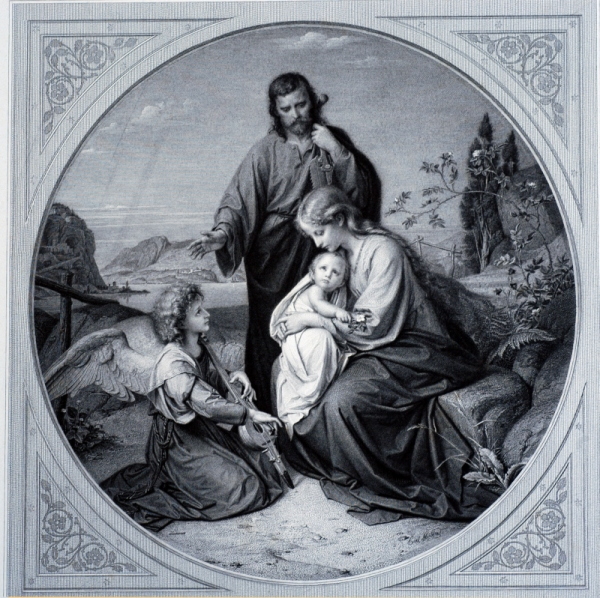
Il riposo della Sacra Famiglia - Carl Müller

Müller principalmente creò la pittura religiosa nel tardo stile nazareno. Molti dei suoi dipinti sono diventati noti attraverso incisioni e riproduzioni fotografiche. Müller ha anche lavorato come ritrattista . 
- Testa di ragazza, 1835
- Il Cristo risorto in mezzo ai suoi discepoli, acquerello, 1837
- Cristo con i suoi discepoli nel campo di grano, acquerello, 1837
- Tobia con l'angelo, 1838
- Ritratto della sorella Friederike, foto ricordo intorno al 1838
- Carità, 1839
- Annunciazione, disegno seppia copia di Fra Angelico ( Monastero di San Marco, Firenze ), Museo di Palazzo dell'Arte [4]
- Varie immagini devozionali per l' associazione per la diffusione di immagini religiose, dal 1841 [5] (ad esempio, La Sacra Famiglia al lavoro, Il riposo della Sacra Famiglia, Immacolata Concezione, Madre del Redentore, Vergine Maria ) [6] [7]
- insieme a Ernst Deger, Franz Ittenbach e Andreas Müller : Pittura dell'Apollinariskirche (Remagen), 1844–1853 (affreschi: Incoronazione di Maria, Nascita di Maria, Le donne esemplari, Annunciazione, Agnello apocalittico ) [8]
- Madonna col Bambino, in mezzo ai santi Enrico ed Edvige, 1854 per il principe vescovo Heinrich Förster
- Maria ed Elisabetta, acquisita da Heinrich Förster nel 1859
- Rovine del castello invase, acquerello su disegno a matita, Darmstadt 1861
- Sacra Famiglia, disegno a gesso, 1872, Metropolitan Museum of Art, New York [9]
- Madonna di fronte alla grotta, 1876
- Giuseppe con il fanciullo Gesù, pala d'altare per San Remigius (Bonn), 1882
- Anna con Maria, pala d'altare per San Remigius (Bonn), 1882